# Jigme Dorji Wangchuck
Jigme Dorji Wangchuck (ur. 2 maja 1929, zm. 21 lipca 1972) – trzeci król Bhutanu. Syn drugiego króla, Jigme Wangchucka. 

## Biografia i życie
Jigme Dorji Wangchuck urodził się 2 maja 1929 w Thimphu w Bhutanie. 
30 marca 1952 zmarł jego ojciec, Jigme Wangchuck, który był drugim królem Bhutanu. Kilka dni później Jigme Dorji został koronowany na trzeciego króla Bhutanu. 
Jigme Dorji Wangchuck zapisał się w historii Bhutanu jako rewolucyjny król; kilka miesięcy po intronizacji, 27 października 1952 publicznie ogłosił koniec feudalizmu, a początek dążenia do demokracji. Jakiś czas później przedstawił społeczeństwu chłopskiemu "nowe wynalazki", takie jak różnego rodzaju maszyny rolnicze na kołach, i w ramach unowocześniania kraju polecił je do używania na licznych bhutańskich obszarach rolniczych, zamiast pracy ręcznej. W 1966 założył też pierwszą w historii Bhutanu gazetę o nazwie Kuensel, wydawaną w języku dżongkha. 
W 1959, w siódmym roku jego panowania, Chińska Republika Ludowa brutalnie napadła na Tybet z którym Bhutan od lat utrzymywał stosunki, i spustoszyła go pod pretekstem "unowocześnienia".To złamało króla, aby całkowicie otworzyć kraj na świat. W 1971 Jigme Dorji wyjechał z Bhutanu do Nowego Jorku, gdzie wygłosił przemówienie w siedzibie ONZ. Kilka dni później Bhutan został przyjęty do ONZ, co było dla tego odizolowanego kraju wydarzeniem rewolucyjnym, ponieważ był to początek końca izolacji. Jednak za prawdziwe otworzenie się na świat Bhutańczycy uważają datę 2 czerwca 1972, kiedy to pierwszy raz do Bhutanu wjechał cudzoziemiec. 
Od samego początku Jigme Dorji miał kłopoty z sercem. W 1949, w wieku 20 lat przeszedł zawał serca, na jego szczęście bez poważniejszych skutków, lecz musiał co jakiś czas opuszczać Bhutan i wyjeżdżać do różnych zamorskich kuratoriów. W 1972 wyjechał do centrum leczniczego Nairobi w Kenii z powodu kłopotów ze zdrowiem. Zmarł tam 21 lipca 1972 w wieku 43 lat, po 20 latach panowania. Jego następcą został jego syn, Jigme Singye Wangchuck, czwarty król Bhutanu. 